# Wygniatak planetarny do gwintów
Wygniatak planetarny do gwintów to narzędzie podobne w budowie do gniotownika z tą różnicą, że zarys gwintu na narzędziu jest ułożony równolegle. Narzędzie wygniata gwint poprzez jego spiralny ruch w otworze. Ten sam wygniatak może być użyty do wykonywania gwintów o różnych średnicach, ale tym samym skoku.